# Gaffel (heraldiek)

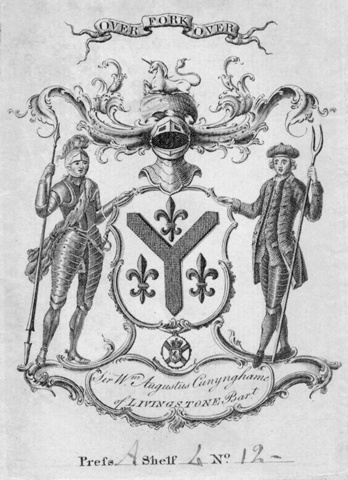
Een gaffel in het wapenschild van de Schotse familie Cunningham. Bron: Pratt Institute Libraries, Special Collections 266

Een gaffel is een Y-vormige figuur in een wapenschild, waarvan de drie benen elkaar in het hart van het schild ontmoeten. De breedte is 1/3 tot 1/5 van de breedte van het wapenschild. Het is vermoedelijk een nabootsing van het pallium van bisschoppen.

## Varianten
- Bij een omgekeerde gaffel is de Y-vorm 180° gedraaid.
- Bij een verkort gaffel komen de uiteinden niet volledig tot in de hoeken.
- Bij een palliumgaffel is het onderste been gefronst

Drie voorwerpen, gerangschikt in de richting van de gaffel, noemt men "gaffelgewijze geplaatst".

## Afbeeldingen

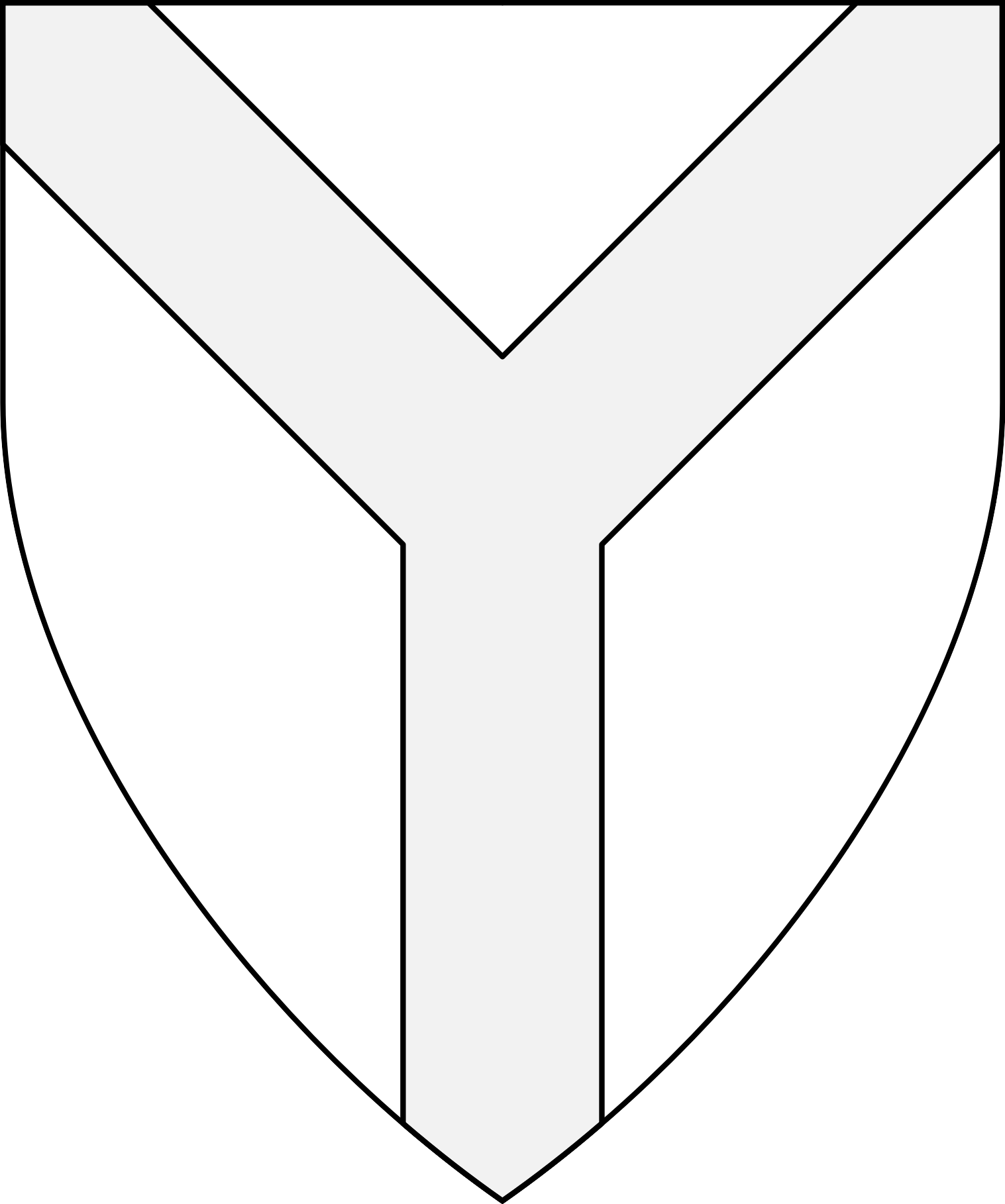
gaffel
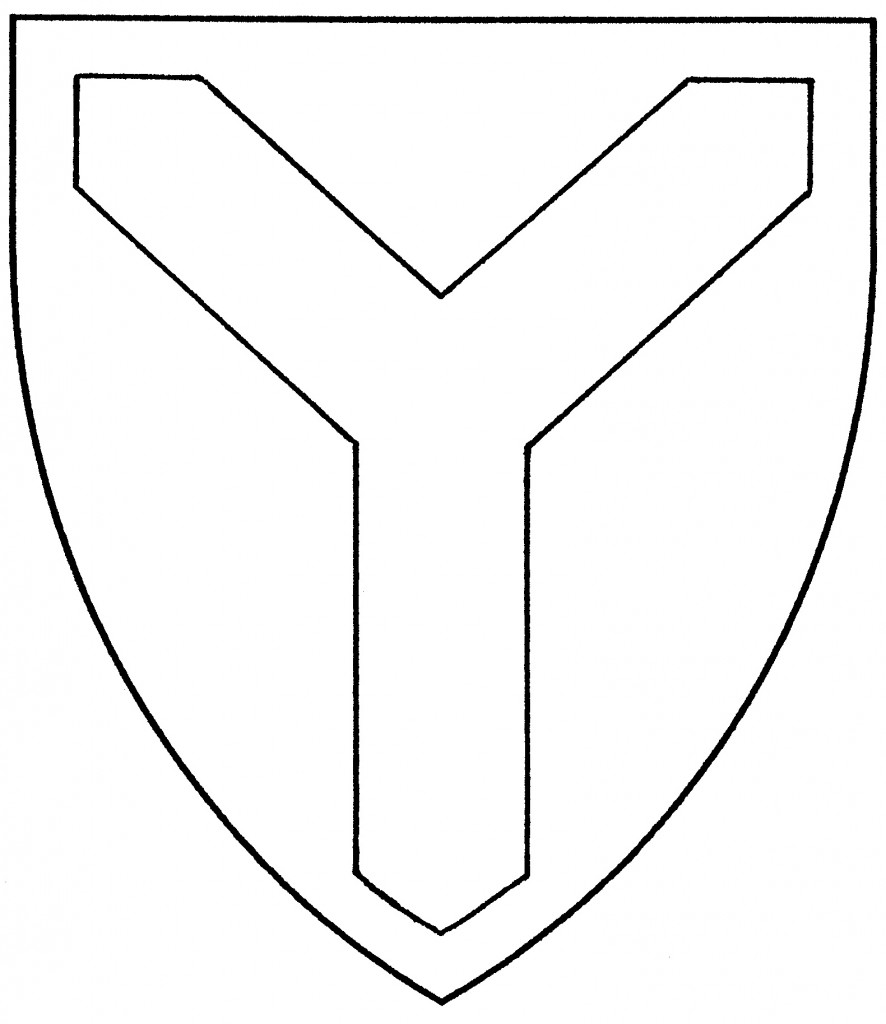
verkorte gaffel
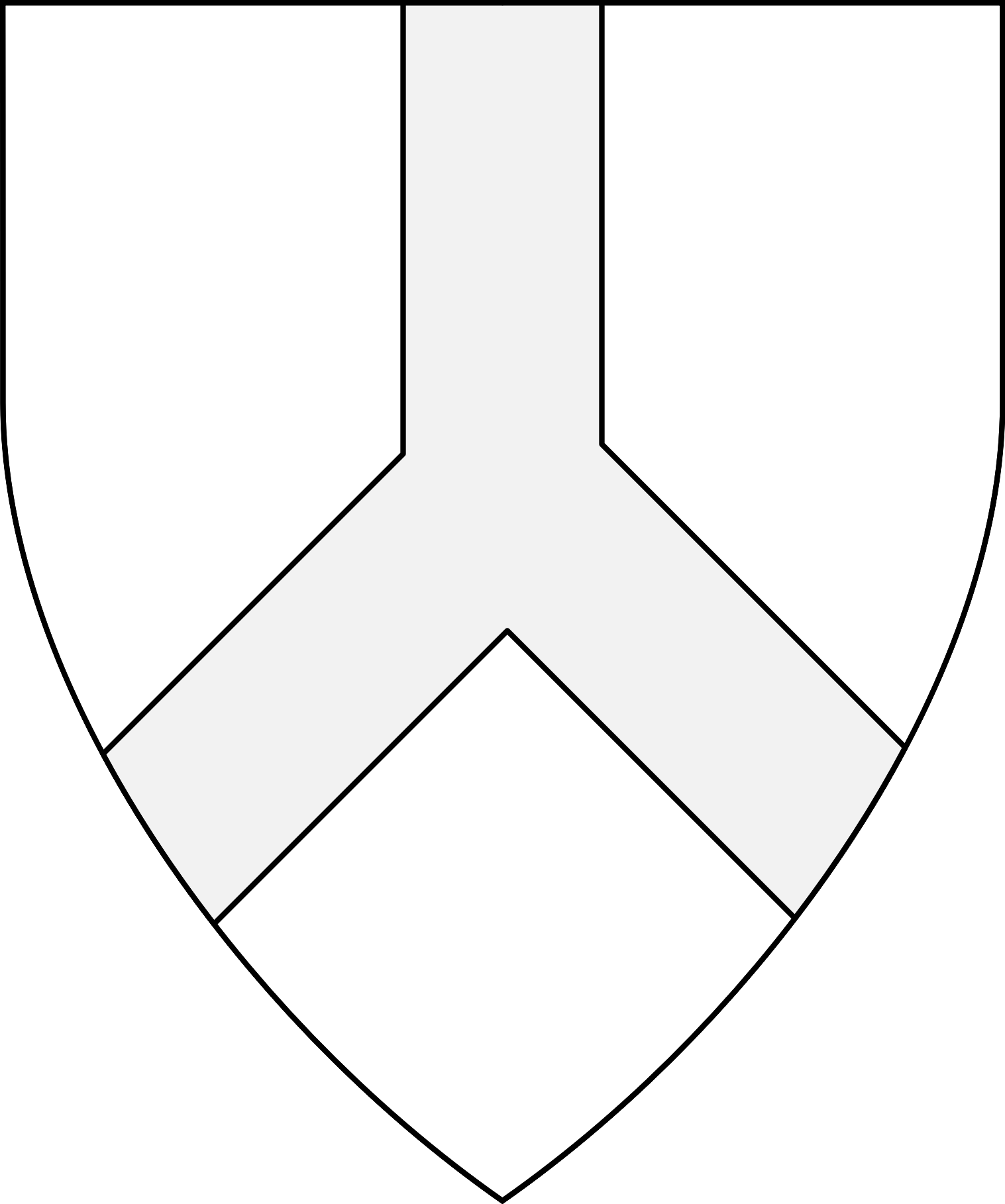
omgekeerde gaffel
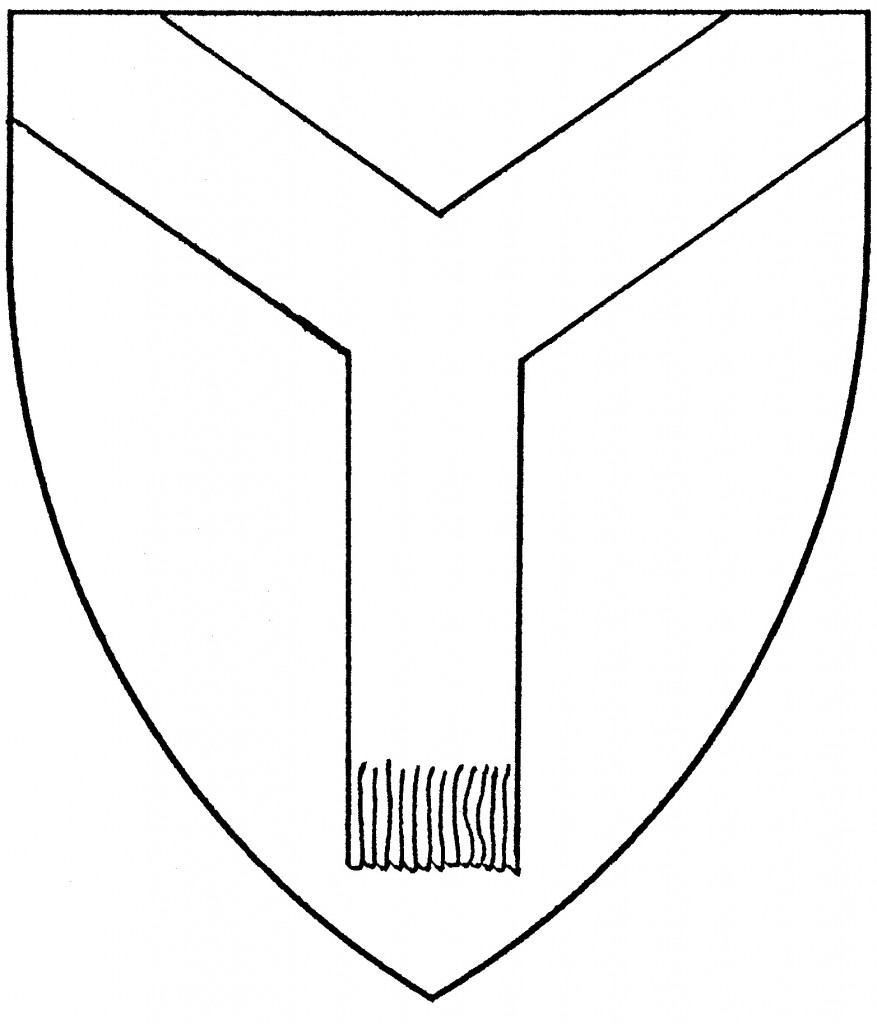
palliumgaffel